# Prosper de Kerchove de Denterghem
Prosper Joseph Eugène Jean François Ghislain de Kerchove de Denterghem (Gent, 13 maart 1813 - Bazel, 16 juli 1853) was een Belgisch volksvertegenwoordiger.

## Biografie

### Familie
Jonkheer Prosper de Kerchove de Denterghem was een telg uit de familie De Kerchove de Denterghem. Hij was een zoon van Eugène de Kerchove (1780-1863), directeur van de kunstacademie in Gent en burgemeester van Astene, en Marie Hopsomere (1787-1844). Hij trouwde in 1835 in Bazel met Emma Vilain XIIII (1816-1864), dochter van graaf Philippe Vilain XIIII, industrieel, burgemeester van Bazel, Gent en Rupelmonde, lid van de Tweede Kamer, lid van het Nationaal Congres en senator. Ze kregen vier zoons en vier dochters.
- Gabriel de Kerchove de Denterghem (1836-1908), burgemeester van Deurle. Hij bleef ongehuwd.
- Philippe de Kerchove de Denterghem (1837-1888), jezuïet.
- Marie-Thérèse de Kerchove de Denterghem (1838-1881), trouwde in 1862 in Deurle met haar neef burggraaf Stanislas Vilain XIIII (1838-1926), burgemeester van Bazel, provincieraadslid van Oost-Vlaanderen en senator. Ze kregen een zoon en twee dochters, onder wie burggraaf Georges Vilain XIIII, met afstammelingen tot heden.
- Octavie de Kerchove de Denterghem (1843-1871), trouwde in 1865 in Deurle met jhr. Raymond de Meester de Betzenbroeck (1841-1907), gemeenteraadslid van Mechelen en senator. Ze kregen twee zoons en twee dochters, met afstammelingen tot heden. Ze waren de schoonouders van baron Raymond Pecsteen.
- Amélie de Kerchove de Denterghem (1845-1925), trouwde in 1864 in Deurle met Édouard Peers de Nieuwburgh (1841-1919), burgemeester van Waardamme, zoon van Irénée-Charles Peers, burgemeester van Waardamme. Ze kregen twee zoons en twee dochters, onder wie baron Albert Peers de Nieuwburgh, met afstammelingen tot heden.
- Octave de Kerchove de Denterghem (1846-1916), trouwde in 1878 in Brussel met gravin Marie du Val de Beaulieu (1858-1916), kleindochter van graaf Édouard du Val de Beaulieu. Ze kregen drie zoons en twee dochters, met afstammelingen tot heden.
- Zoé de Kerchove de Denterghem (1851-1931), trouwde in 1871 in Brussel met burggraaf Alfred de Spoelberch (1835-1915). Ze kregen een zoon en vier dochters, met afstammelingen tot heden. Ze waren de schoonouders van baron Albert d'Huart en baron Raoul van Zuylen van Nyevelt.

### Loopbaan
De Kerchove werd verkozen tot provincieraadslid van Oost-Vlaanderen (1844-1847). Hij werd vervolgens verkozen tot katholiek volksvertegenwoordiger voor het arrondissement Dendermonde en vervulde dit mandaat tot aan zijn dood.